# Löbejün
Löbejün ist ein Ortsteil der Stadt Wettin-Löbejün im Saalekreis in Sachsen-Anhalt. Schifferstadt ist seit 2002 Partnerstadt.

## Lage

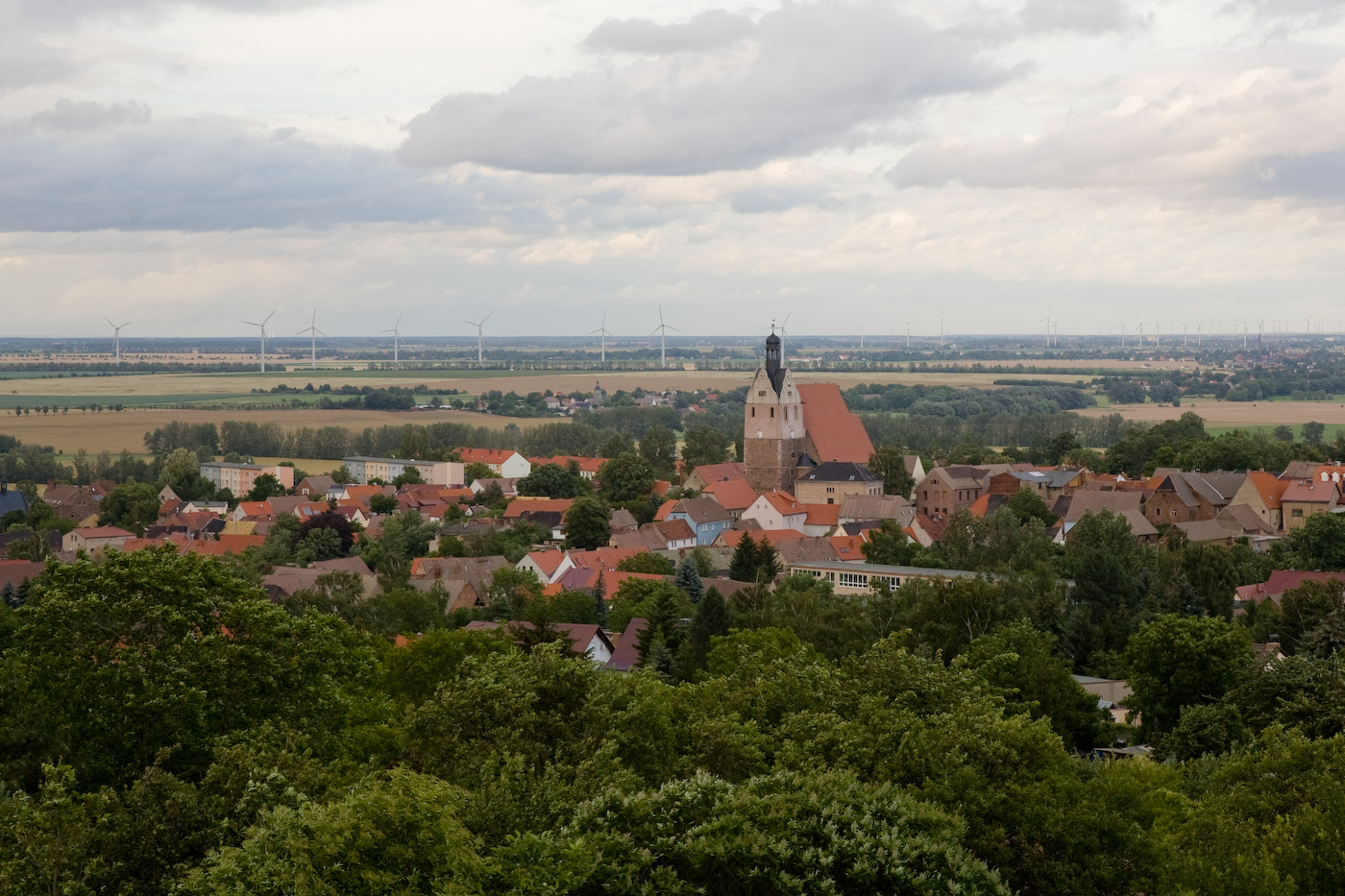
Stadtansicht mit Kirche St. Petri

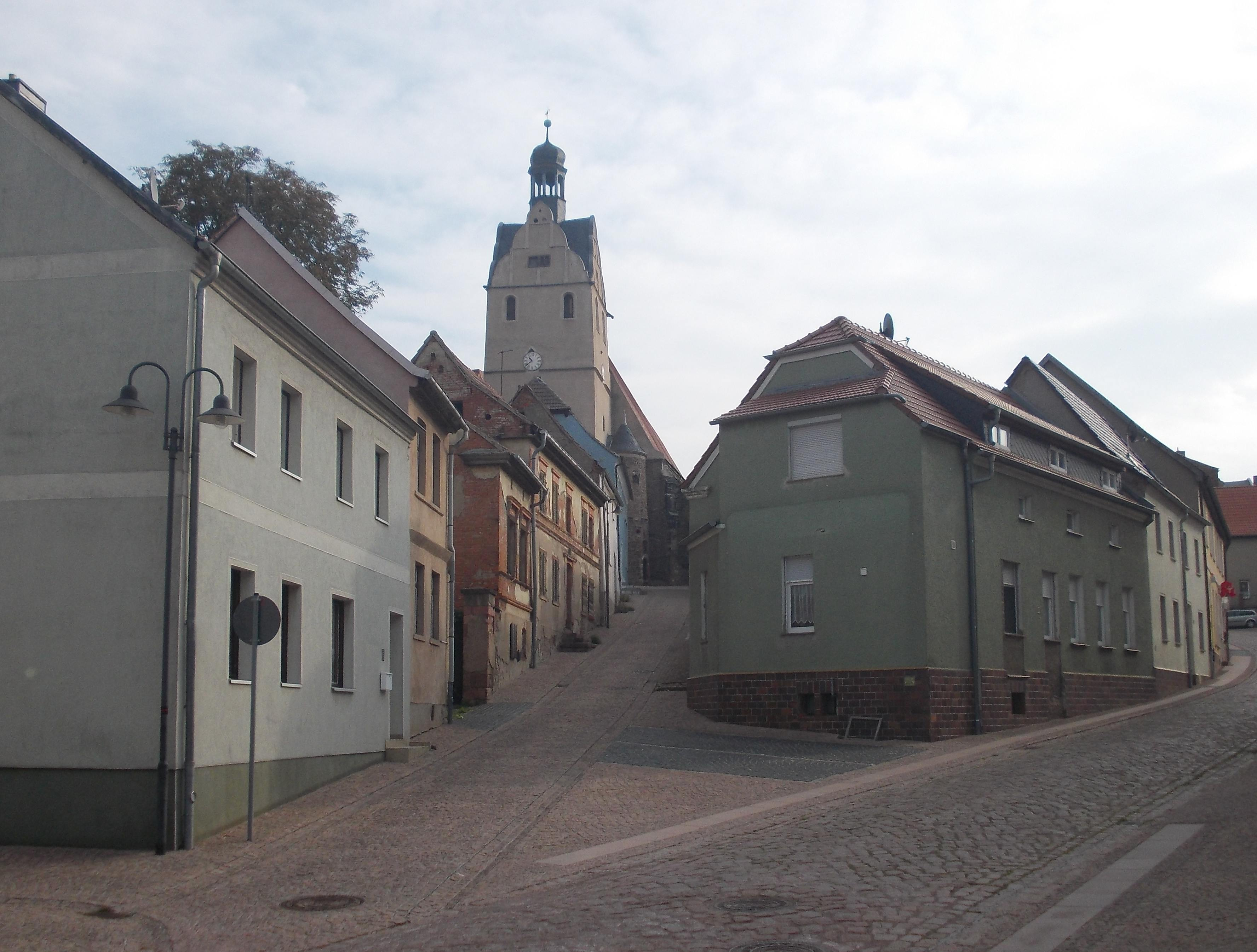
Schulberg mit Stadtkirche

Löbejün liegt 15 km nördlich von Halle (Saale). Der Ort liegt in bergigem Gelände, das aus der Fuhne-Niederung von Norden nach Süden hin ansteigt.
Löbejün ist durch den sogenannten Löbejüner Porphyr (exakte petrographische Bezeichnung: Rhyolith) bekannt. Im Nordosten des Stadtgebietes existieren zudem Steinkohle-Flöze. Im Ortsteil Schlettau wurde Kalkstein gefördert.
Zu Löbejün gehören neben der Ortschaft Löbejün noch folgende Orte:
- Gottgau
- Schlettau

## Geschichte
In die ursprünglich zu Thüringen gehörende Gegend des Werinogaus wurde bis zum Jahr 595 in das Frankenreich eingegliedert. Im 7. Jahrhundert kam es, sicherlich durch die Franken gefördert, zur Zuwanderung Altsorbischer Siedler. So kommt der Ortsname aus dem Altsorbischen. Der Ort wurde im Jahr 961 als Liubichun im Gau Nudici erstmals urkundlich erwähnt, als er vom König an das Magdeburger Moritzkloster geschenkt wurde. Mit der Gründung des Erzbistums Magdeburg im Jahr 968 wurde der Ort diesem übereignet. Der vorhandene Burgwall wurde im 10. Jahrhundert zum Mittelpunkt eines Burgwards (Burgbezirk mit umliegenden Orten). Seit dem 13. Jahrhundert wurde der Ort als Stadt angesprochen. Seit 1680 gehörte die Stadt zum brandenburg-preußischen Herzogtum Magdeburg und lag im damaligen Saalkreis. Die Mediatstadt unterstand der Gerichtsbarkeit des königlich-preußischen Amts Giebichenstein. Zwischen 1807 und 1813 war Löbejün Hauptort des Kantons Löbejün im Distrikt Halle des Departements der Saale im Königreich Westphalen. Ab 1815 gehörte der Ort zum Saalkreis in der preußischen Provinz Sachsen. Am 20. Juli 1950 wurde Schlettau in die Stadt Löbejün eingemeindet.
Am 1. Januar 2011 wurden die Städte Löbejün und Wettin sowie die Gemeinden Brachwitz, Döblitz, Domnitz, Gimritz, Nauendorf, Neutz-Lettewitz, Plötz und Rothenburg, die zuvor bereits in der Verwaltungsgemeinschaft Saalkreis Nord zusammengeschlossen waren, zur neuen Stadt Löbejün-Wettin zusammengefasst. Am 7. April 2011 erhielt sie ihren jetzigen Namen Wettin-Löbejün.

## Einwohnerentwicklung
| Jahr                     | Einwohner |
| ------------------------ | --------- |
| Mittelalter ¹            | ~500–600  |
| Beginn 17. Jahrhundert ¹ | ~1000~    |
| 1636 ¹                   | 0096      |
| 1719 ¹                   | 0909      |
| 1782 ¹                   | 1299      |
| 1822 ¹                   | 2100      |
| 1853 ¹                   | 3100      |
| 1861 ¹                   | 3497      |
| 1880 ¹                   | 3425      |
| 1900 ¹                   | 3332      |
| 1919 ¹                   | 2802      |
| 1935 ¹                   | 3279      |

| Datum  | Einwohner |
| ------ | --------- |
| 1990 ² | 2640      |
| 1995 ² | 2558      |
| 2000 ² | 2443      |
| 2001 ² | 2425      |
| 2002 ² | 2393      |
| 2003 ² | 2364      |
| 2004 ² | 2355      |
| 2009 ² | 2247      |

¹ Quelle: Erich Keyser (Hrsg.): Deutsches Städtebuch – Handbuch städtischer Geschichte, Band 2, 1941

² Quelle: Statistisches Landesamt Sachsen-Anhalt (jeweils 31. Dezember bzw. 3. Oktober 1990)

## Politik

### Bürgermeister
Der letzte Bürgermeister der Stadt war Thomas Madl (CDU), er wurde am 28. September 2008 wiedergewählt.

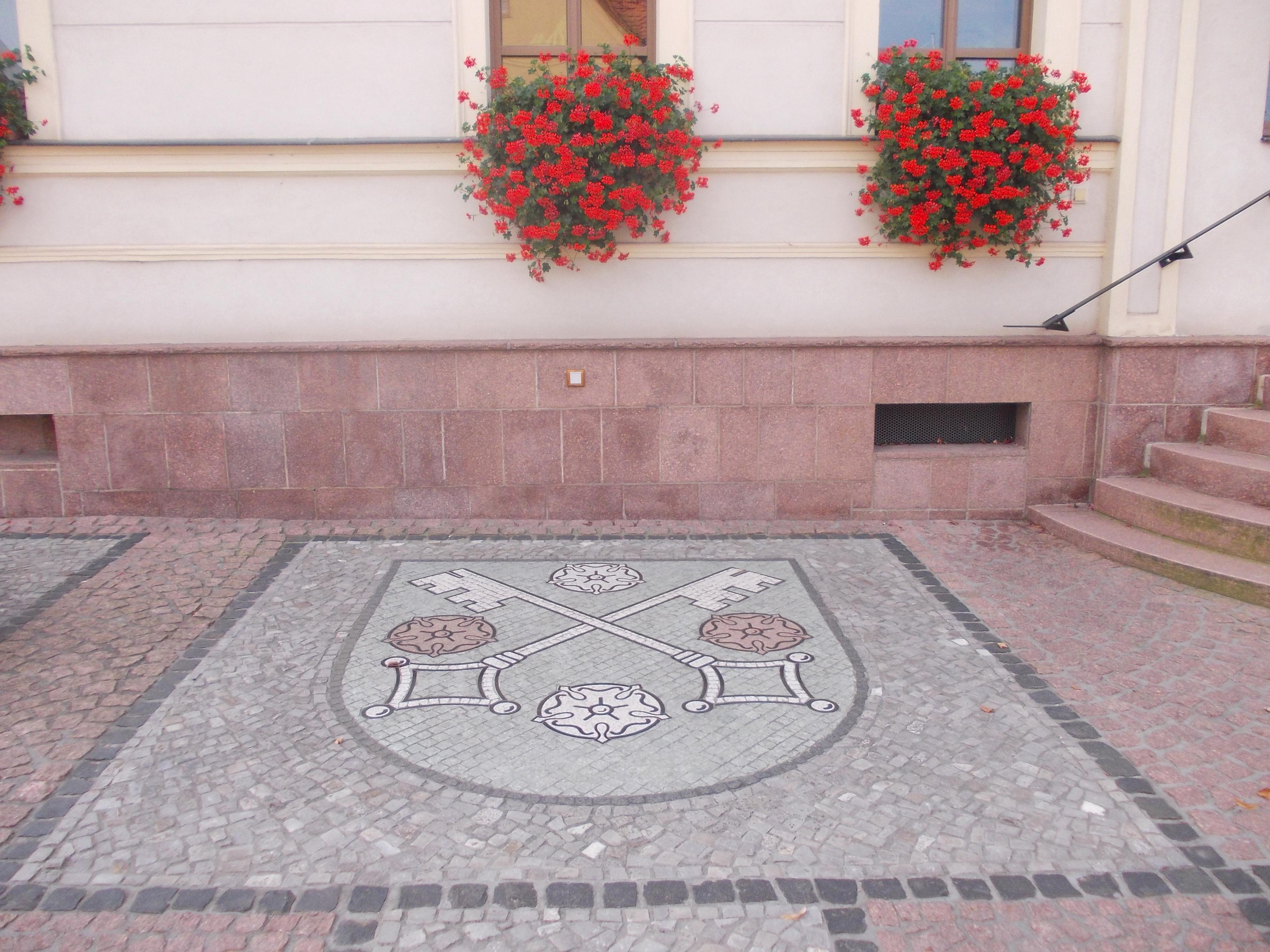
Stadtwappen im Pflaster vor dem Rathaus

### Wappen
Blasonierung: „In Grün zwei schräggekreuzte, die Bärte auswärts kehrende, silberne Schlüssel, bewinkelt von vier Rosen, die obere und untere silbern, die beiden seitlichen rot.“

## Industrie- und Bergbaugeschichte

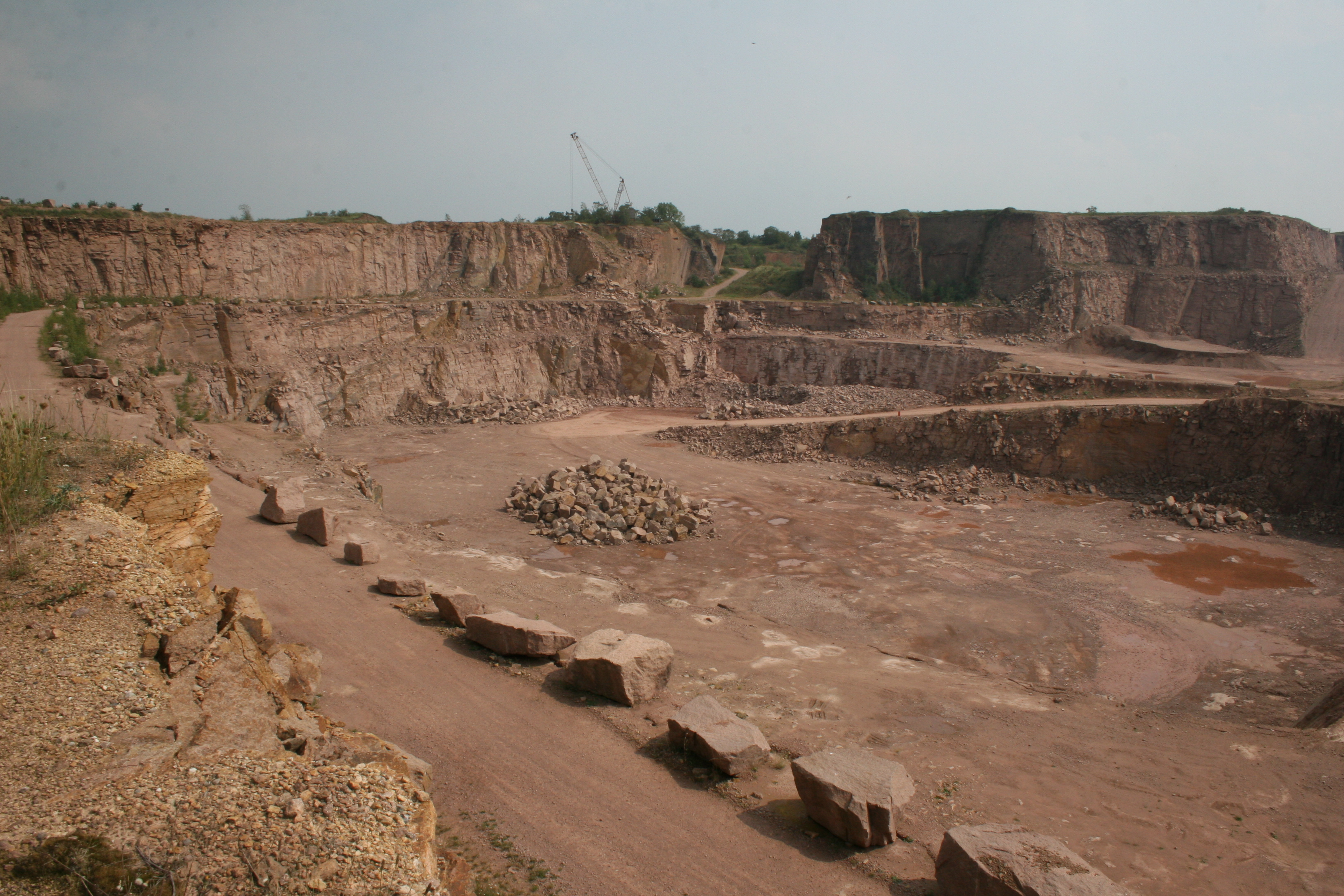
Rhyolithsteinbruch Löbejün

Seit 1518 (erstmalige Erwähnung eines Steinbruchs) wird der Löbejüner Porphyr abgebaut.
In Löbejün befindet sich eines von mehreren kleinen Steinkohlenvorkommen im Halleschen Revier. Geologisch ist dieses Vorkommen als Teil des Halleschen Permakarbonkomplexes den aus dem Pennsylvanium stammenden Wettiner Schichten zuzuordnen. Kennzeichnend ist eine teils extreme Steilstellung der Flöze, die, einhergehend mit einer ständigen Wassernot, ungünstige Voraussetzungen für den Abbau darstellte.
Erste Berichte über Steinkohlenfunde liegen aus dem Jahr 1446 vor. Versuche zur Gewinnung lassen sich für 1564, 1613 und 1622 bis 1626 belegen, allerdings wurde der Abbau wegen Problemen bei der Grubenentwässerung und durch den Dreißigjährigen Krieg nicht dauerhaft aufgenommen.
Am 12. Dezember 1691 bekam eine Gewerkschaft unter Leitung des brandenburgischen Hofkammerpräsidenten Dedo Freiherr von Knyphausen das Privileg zum Steinkohlenabbau verliehen, nachdem vor dem Plötzer Tor, wo bereits von 1622 bis 1626 der Abbau erfolgte, Kohle gefunden wurde. Der erneute Fund fiel in eine Zeit, in der die Brennholzvorräte der Region Halle knapp wurden und die Steinkohle insbesondere zur Versorgung der Salinen in Halle, aber auch für den Hausbrand, Ziegeleien und Branntkalköfen benötigt wurde.
Für den Abbau wurden ab 1695 Bergleute aus Hessen, Sachsen und Thüringen angeworben, die zwischen 1723 und 1803 über 30 Schächte zum Teil bis in Teufen von 130 m niederbrachten. Bebaut wurde damals vorrangig das in Teufen von 40–50 m lagernde Oberflöz sowie das 70–80 m tief liegende zweite Flöz.
Zur Förderung und Wasserhaltung kamen auf mehreren Schächten Pferdegöpel zum Einsatz, zudem wurde zur Entwässerung vom Fuhnetal aus ab 1756 ein über 400 m langer Entwässerungsstollen vorangetrieben. Zwischen 1734 und 1762 kamen mindestens 15 Bergleute bei Wassereinbrüchen, Schachtstürzen und unter hereinbrechenden Gebirgsmassen ums Leben. 1795 wurde zur Wasserhaltung die erste in Deutschland nach Wattscher Bauart erbaute Dampfmaschine eingesetzt. Die Maschine war zuvor seit 1785 im Kupferschieferbergbau auf dem König-Friedrich-Schacht in Burgörner im Einsatz und blieb in Löbejün noch bis 1848 in Betrieb. Der 5,25 m hohe Originalzylinder der Maschine kann als technisches Denkmal in Löbejün besichtigt werden.
Etwa ab 1820 setzte im Zuge der allgemeinen Industrialisierung ein Aufschwung der Förderung ein. Waren bis dahin nur etwa 2.000 bis 6.000 Tonnen Kohle pro Jahr gefördert wurden, so stieg die Förderung nun auf teilweise über 20.000 Tonnen pro Jahr an. Die Qualität der geförderten Kohle ließ in den 1860er und 1870er Jahren sogar eine Koksherstellung zu. Zunehmend machte sich aber die Konkurrenz der Gruben im Rheinisch-Westfälischen Steinkohlerevier bemerkbar, der die kleinen Gruben um Löbejün nicht gewachsen waren. Einen weiteren Rückschlag erhielt die Förderung, als 1876/77 weite Teile der Grubengebäude durch Wassereinbrüche absoffen.
Die Konkurrenzsituation, die Schäden durch Wassereinbrüche und die Erschöpfung der Kohlevorräte führte am 3. Oktober 1883 zur Stilllegung des Löbejüner Steinkohlenbergbaus. Insgesamt wurden in Löbejün zwischen 1713 und 1883 in 170 Betriebsjahren 1.247.467 Tonnen Steinkohle gefördert, darunter 292.180 Tonnen zwischen 1713 und 1815 und 955.287 Tonnen zwischen 1816 und 1883.
Ausgewählte Kennzahlen des Löbejüner Steinkohlenbergbaus:
| Jahr    | Förderung (Tonnen) | Beschäftigte |
| ------- | ------------------ | ------------ |
| 1729/30 | 01.709             | 053          |
| 1745/46 | 02.308             | 065          |
| 1766/67 | 02.486             | 123          |
| 1790/91 | 04.188             | 138          |
| 1820    | 06.490             | 109          |
| 1840    | 13.358             | 177          |
| 1852    | 23.093             | 188          |
| 1860    | 18.392             | 146          |
| 1868    | 22.125             | 172          |
| 1876    | 09.643             | 116          |
| 1880/81 | 11.404             | 087          |

(Quelle: Gericke 2007, S. 80)

## Kultur und Sehenswürdigkeiten

### Altstadt

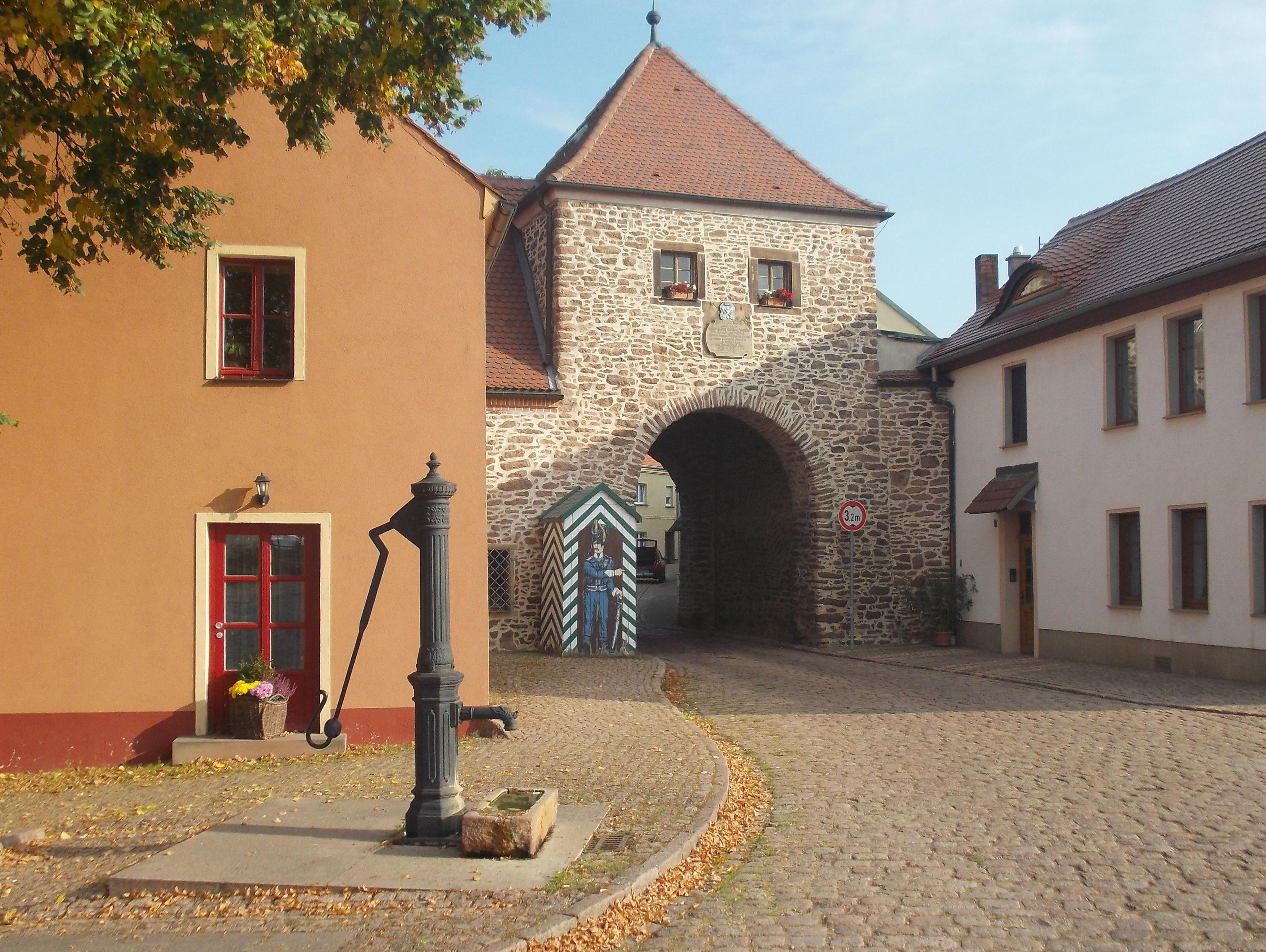
Hallesches Tor

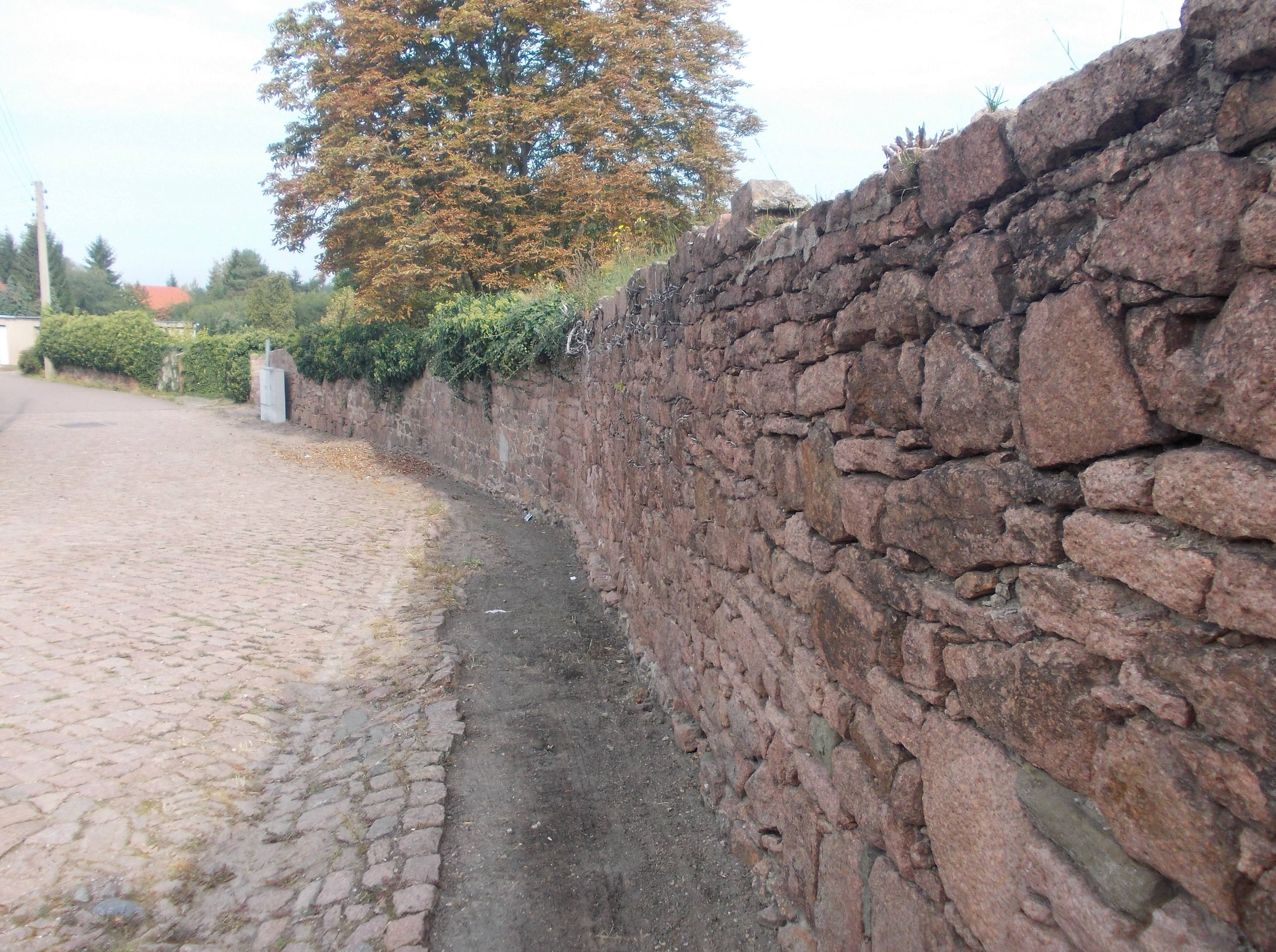
Stadtmauer an der Fließe

Die Altstadt Löbejüns präsentiert sich mit ihren engen und teils sehr steilen Gassen in einem sehr ursprünglichen Charakter: So besitzen einige Straßen keine oder nur teilweise Pflasterungen. Typisch für die Altstadt sind daher natürliche steinerne Straßenwege und Bauwerke aus Löbejüner Porphyr. Bemerkenswert sind das Hallesche Tor und erhaltene Teile der Stadtmauer, wie auch der Loßplatz mit der dort beginnenden treppenartigen Gasse Bornschlippe oder die Gasse Kämnitz, in welcher deutlich Porphyrschuppen offen zu Tage treten.

### Museen
- Heimatmuseum im Halleschen Tor
- Carl-Loewe-Museum und -Gedenkstätte (Carl-Loewe-Museum Ende April 2014 eröffnet)[5]

### Kirchen
- evangelische St.-Petri-Kirche
- evangelische St.-Cyriakus-Kapelle
- katholische St.-Joseph-Kirche

### Denkmäler und Gedenkstätten
- Kriegerdenkmal 1914–1918 von 1924, geschaffen nach einem Entwurf des Bildhauers Paul Horn
- Denkmal für die erste deutsche Dampfmaschine bei Burgörner, auch in Löbejün betrieben (1934/35)
- Gedenktafel von 1960 an seinem Wohnhaus Hallesche Straße 15 zur Erinnerung an Friedrich Röber, der 1935 in Nordhausen ermordet wurde.
- Gedenk-Stele aus dem Jahre 1982 vor der Grundschule Schillerstraße 9 (zur DDR-Zeit POS Friedrich Röber) an den damaligen Namensgeber von dem Bildhauer Roland Wetzel. Auf dem Hof der Schule steht seit 1955 auch ein Gedenkstein für Ernst Thälmann.
- Obelisk auf dem Parkfriedhof zum Gedenken an die Opfer des Faschismus, daneben sieben Einzelgräber von NS-Opfern.
- Friedrich-Schiller-Denkmal mit Reliefplatte von Karl Lenné[6]

### Musik

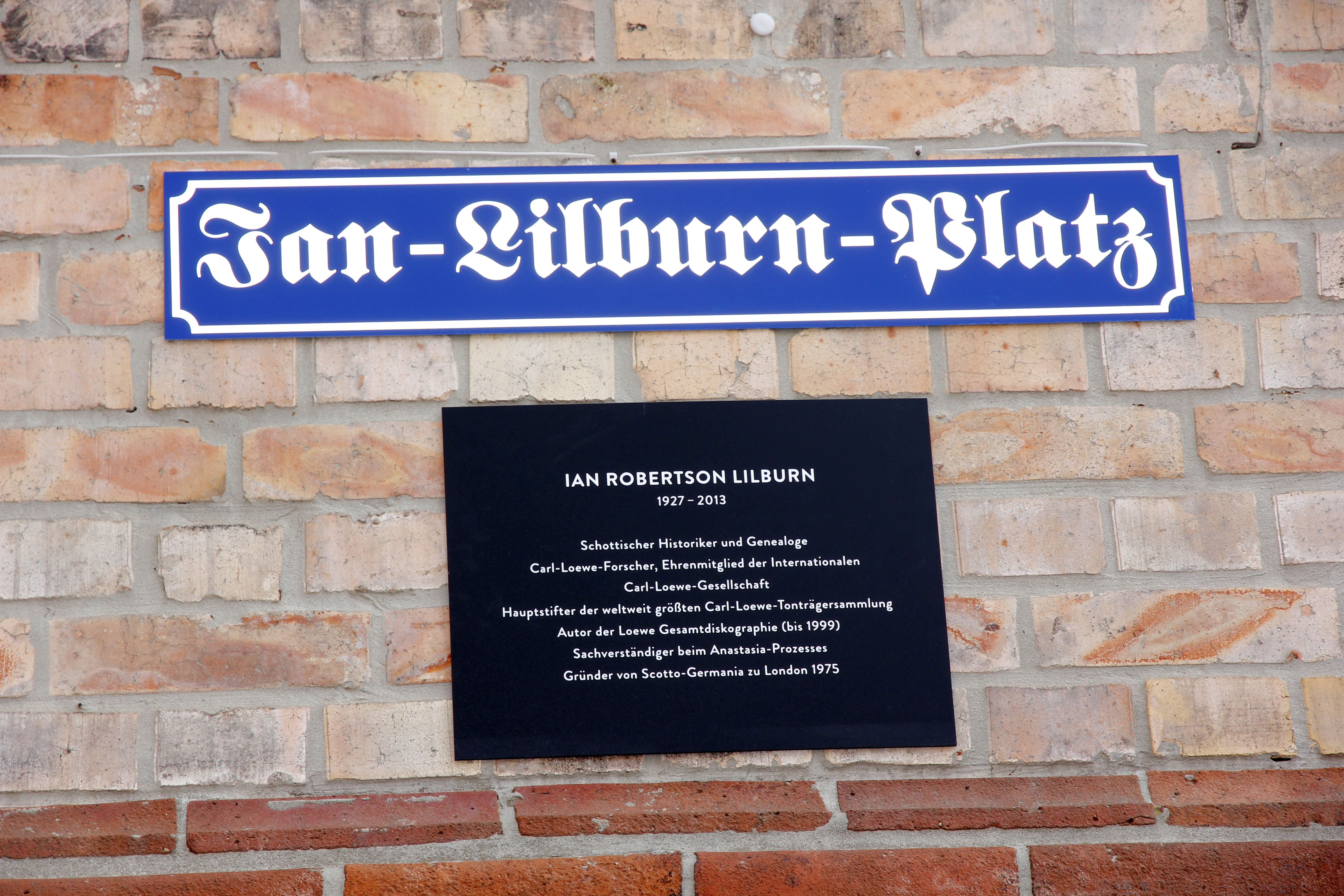
Ian-Lilburn-Platz

Die Internationale Carl-Loewe-Gesellschaft e. V. widmet sich mit Konzerten und den Carl-Loewe-Festtagen im Rahmen der Musikfeste Sachsen-Anhalt dem Andenken des in Löbejün geborenen Komponisten Carl Loewe. 2008 verlieh sie Ian Lilburn die Ehrenmitgliedschaft. Daneben besteht das Schalmeienorchester Grün Weiss Löbejün e. V.

### Steinbrüche

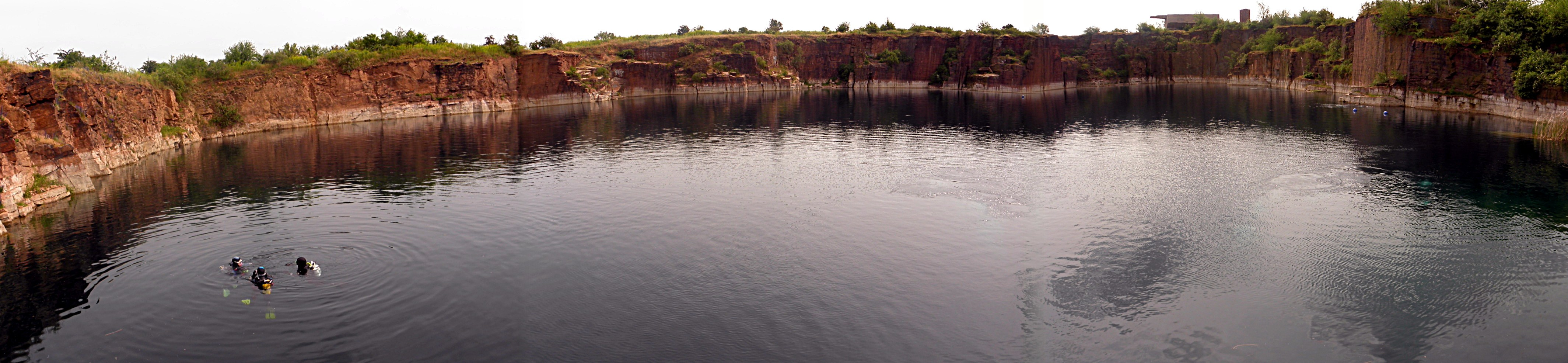
Löbejün Kessel 1: Panorama

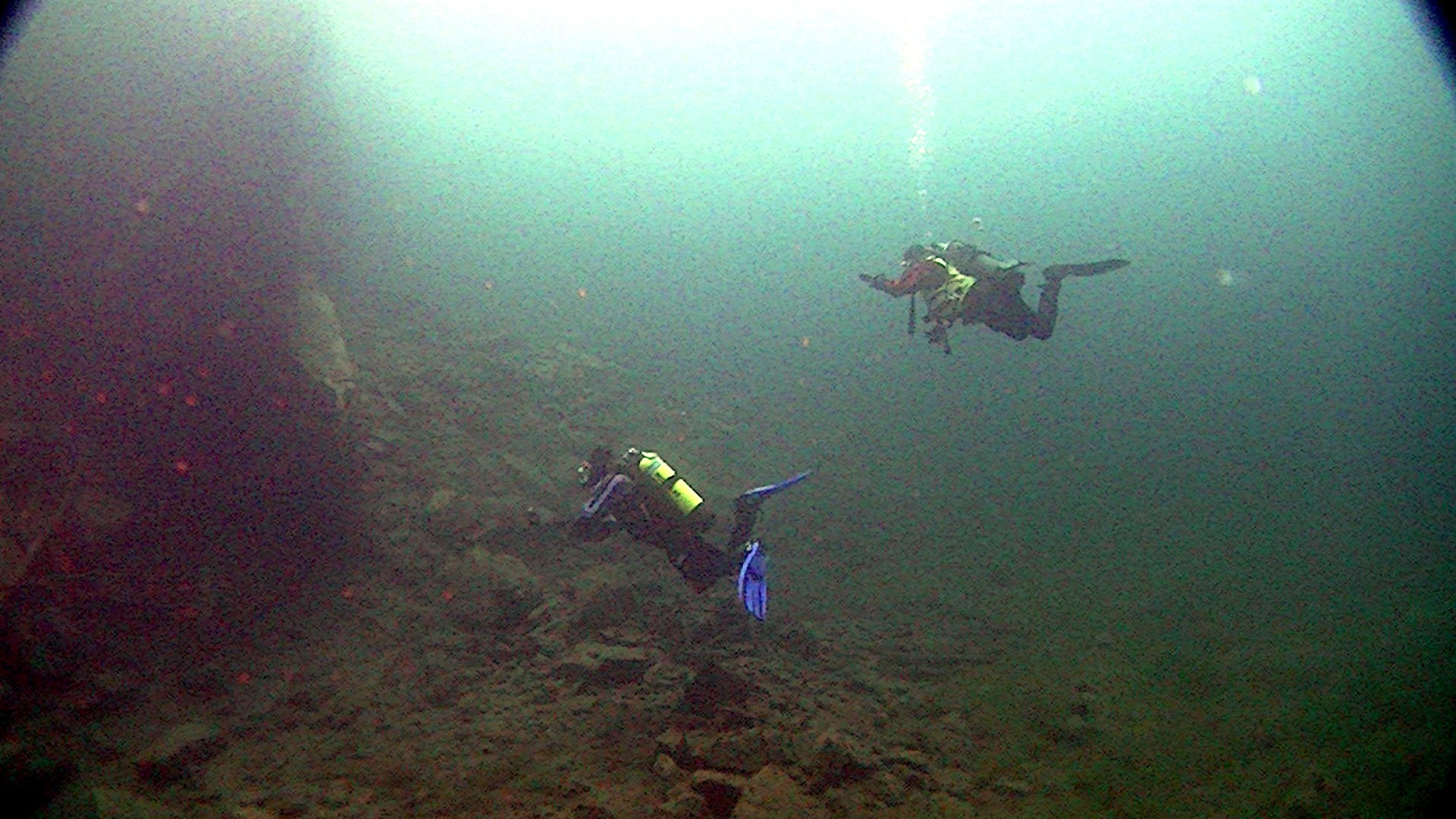
Steilwand unter Wasser

Einige aufgelassene Steinbrüche („Kessel 1, 2 und 3“, „Aktienbruch“) werden heute von Kletter- und Tauchsportlern genutzt. Sie sind für ihre Steilwände und die Kessel für die gute Sicht unter Wasser bekannt, sind teils mit Großfischen (Hechte, Störe, Karpfen) besetzt und weisen unter Wasser zahlreiche Industrieartefakte wie Gleisanlagen, ein Pumpenhaus und Kipploren auf.

## Wirtschaft und Infrastruktur
In Löbejün wird Porphyr abgebaut, der zum einen als Schotter für den Straßenbau verwendet wird, zum anderen aber in individueller Form und Größe anderweitig verbaut wird, wovon nicht zuletzt die Stadtmauer, das Hallesche Tor und andere Gebäude der Stadt zeugen.
Der öffentliche Personennahverkehr wird unter anderem durch den PlusBus und TaktBus des Mitteldeutschen Verkehrsverbund erbracht. Folgende Verbindungen führen, betrieben von der Omnibusbetrieb Saalekreis, ab/durch Löbejün:
- Linie 301: Schlettau ↔ Löbejün ↔ Petersberg ↔ Sennewitz ↔ Halle
- Linie 330: Löbejün ↔ Nauendorf ↔ Wettin ↔ Morl ↔ Halle

Der nächste Bahnhof liegt, seit der Stilllegung über Löbejün führenden Bahnstrecke Nauendorf–Gerlebogk, im Nachbarort Nauendorf.

## Persönlichkeiten

### Söhne und Töchter Löbejüns
- Christian Förner  (1609–1678), Orgelbauer
- Johann Wolf (1653–1695), lutherischer Theologe, Superintendent in Wernigerode, Hochschullehrer
- Christian Ludwig Edeling (1678–1742), Kirchenlieddichter
- Friedrich Christian Göring (1736–1791), evangelischer Theologe, von 1775 bis 1791 Generalsuperintendent von Pommern
- Carl Loewe (1796–1869), Komponist. Das Geburtshaus Loewes wurde 1886 abgerissen, an seiner Stelle nahe der Kirche St. Petri wurde die Alte Schule (heute: Carl Loewe-Haus) errichtet.
- Carl Hauß (1855–1942), Verwaltungsjurist, Patentamt
- Karl Thiess (1870–1941), Staatswissenschaftler, Professor, Geheimer Regierungsrat
- Helene Butenschön (1874–1957), Schriftstellerin (Pseudonym Fr. Lehne)
- Waldemar Mühlner (1878–1948), Heimatkundler
- Max Wolff (1879–1963), Biologe
- Thomas Madl (* 1957), Politiker

### Personen mit Bezug zum Ort
- Ferdinand Wilcke (1800–1861), Oberprediger in Halle/S., Verfasser des Buches Geschichte der Stadt Löbejün (1853)